# 周慎靚王
周慎靚王（？—前315年），姓姬，名定，又名順，中國東周君主，在位6年，為周显王之子。
當時戰國七雄為了壯大自己，各自找尋盟友，有不少弱小的國家聯合起來對抗一個強國，稱為“合縱”，以蘇秦為首；也有一些強國相互結合，攻打較弱的國家，史稱“連橫”，以張儀為首。前316年，秦軍攻滅了巴、蜀兩個小國，大量移民巴、蜀，佔有對抗長江中下游的楚國的戰略優勢。前315年，周王定病死，諡號為慎靚王。

## 註释
1. ^ 「靚」，拼音：，音同「淨」